# Dicranomyia sperata
Dicranomyia sperata là một loài ruồi trong họ Limoniidae. Chúng phân bố ở miền Australasia.